# Gerry Coker

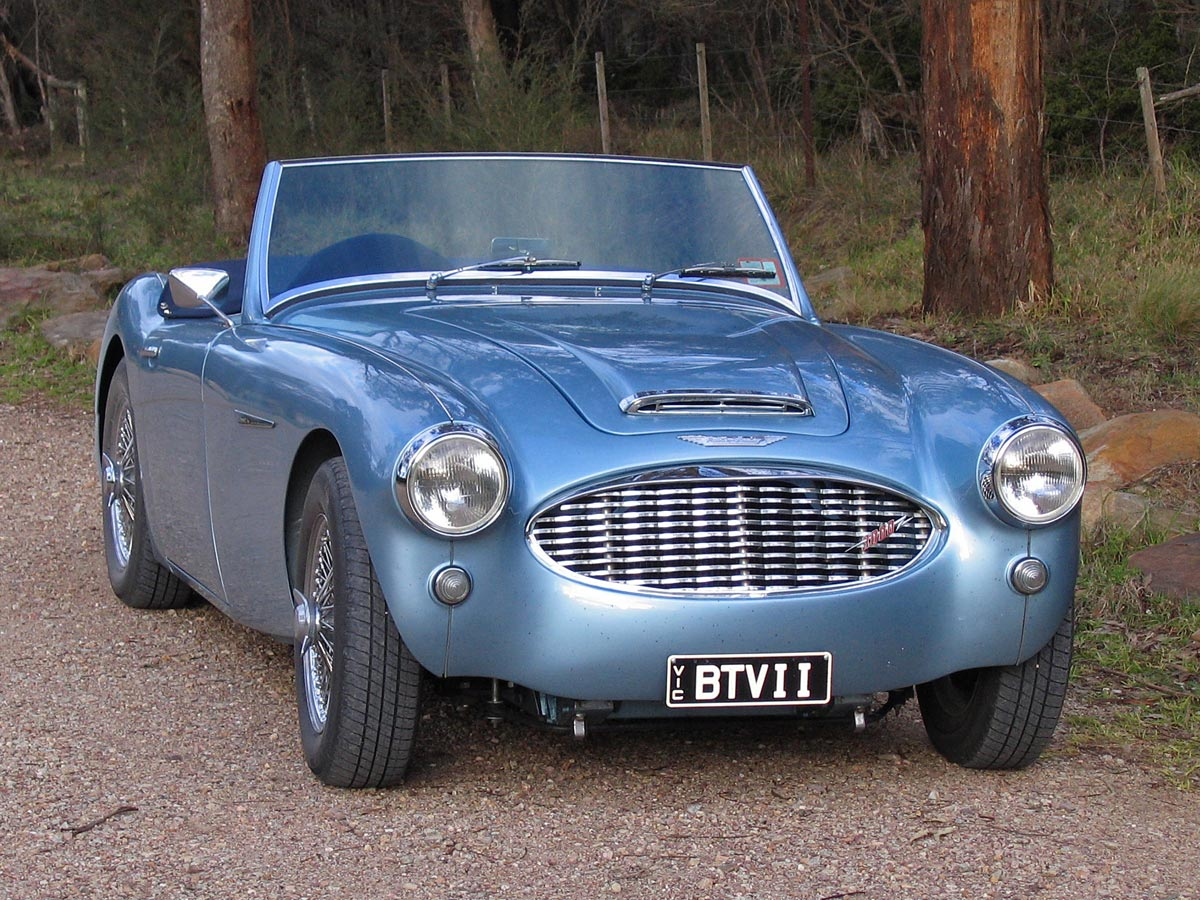
Austin Healey 3000, 1959 års modell

Gerry Coker, född 24 juni 1922 i Duston, Northamptonshire i Storbritannien, död 13 november 2020 i Sarasota i Florida i USA, var en brittisk-amerikansk ingenjör och bilformgivare. Han är främst känd som formgivare av Austin-Healey 100 och dess efterföljare.
Gerry Cooper kom 1939, vid 17 års ålder till Humber Motor Company som ritarlärling. Under en femårsperiod läste han parallellt på Coventry Technical College i Coventry till ingenjör. Efter två års studier fick han anställning som formgivare på Humbers utvecklingsavdelning i London, efter att ha visat ritningar, bilder och lermodeller för ägaren William Rootes (1894–1964). 
Humber tillverkade personbilar av märkena Hillman, Sunbeam och Humber. 
Åren 1948–1950 började han arbeta som chefsformgivare på en konsultfirma, som då sattes upp av en tidigare chef på Humbers utvecklingsavdelning, varefter han rekryterades till Donald Healey för att formge den projekterade sportbilen Nash-Healey för export till USA. Denna utvecklades så småningom till Austin Healey för den europeiska marknaden. Gerry Coker ansvarade för formgivningen av Austin-Healey 100, 100M, 100S samt den första versionen av Austin-Healey Sprite. 
Gerry Coker flyttade 1957 till USA, där han först var formgivare på Chrysler och senare på Ford fram till 1987.
Han gifte sig 1953 med Marion Healey.